# André de Cock
André de Cock (* 12. Juli 1880 in Gent; † 28. Juli 1964 ebenda) war ein belgischer Philatelist.
Er entstammte einer wohlhabenden bürgerlichen Familie und studierte zunächst in Bonn Jura, bevor er wieder nach Belgien zurückkehrte. Er wurde dann Friedensrichter. Gleichzeitig stellte er als Gemeinderat seine Fähigkeiten selbstlos in den Dienst des Belgischen Roten Kreuzes und war von 1907 bis 1919 Sekretär der Rotkreuzsektion Gent. Im Ersten Weltkrieg war er vorübergehend auch Verwalter des Militärspitals seiner Heimatstadt.
Schon in jungen Jahren beschäftigte er sich intensiv mit der Philatelie und hier insbesondere auch mit der Beförderung von Briefpost nach Belgisch-Kongo. So traf es sich gut, dass er 1919 Privatsekretär des Grafen Lippens wurde, der damals Generalgouverneur von Belgisch-Kongo war. So konnte er seine Forschungsarbeiten weiter ausbauen. Graf Lippens wurde später Postminister von Belgien und de Cock gehörte fortan zu seinem persönlichen Stab. Auf Betreiben von de Cock wurde dann 1936 das belgische Postmuseum eröffnet und er selbst zum ersten Konservator ernannt. Die Postmuseumsbibliothek und die umfassenden Sammlungen belgischer und ausländischer Briefmarken in Brüssel sind das Verdienst von de Cock.
De Cock galt als umtriebig und beschränkte sich nicht nur auf seine Tätigkeit als Konservator. Insbesondere seine literarischen Arbeiten auf dem Gebiet der Philatelie sind beachtenswert. Sein ausgezeichnetes Werk „Der Belgische Kongo und seine Poststempel“ stellt ein Monumentalwerk der philatelistischen Literatur dar. Es wurde nie übertroffen und bildet die Grundlage der Forschung für dieses spezielle Sammelgebiet.
Außerdem war er bei vielen internationalen Briefmarkenausstellungen Jury-Mitglied und er gehörte der Kommission für Philatelie der belgischen Regierung an. Für seine eigenen Sammlungen erhielt er auf Briefmarkenausstellungen fünfzigmal die Goldmedaille. 
Andere Auszeichnungen für seine philatelistische Tätigkeit waren Kommandeur des Leopoldsordens; Kommandeur des Kronenordens; Verdienstkreuz 1914–1918; Mitglied der französischen philatelistischen Akademie; Träger des Austria-Preises und die Urkunde als berühmter Philatelist. Sein Porträt befindet sich auf einer Briefmarke des Fürstentums Liechtenstein von 1972 (Michel-Nr. 571), als eine Marke vom Satz mit dem Namen „Pioniere der Philatelie III“.